# Eryngium chubutense
Eryngium chubutense là một loài thực vật có hoa trong họ Hoa tán. Loài này được Neger ex P.Dusén mô tả khoa học đầu tiên năm 1900.